# Naters
Naters (walsertyska: Natersch) är en ort och kommun i distriktet Brig i kantonen Valais i Schweiz. Kommunen har 10 605 invånare (2023). Kommunen består av orterna Naters, Birgisch, Mund, Blatten bei Naters och Belalp.
Den 1 januari 2013 inkorporerades kommunerna Birgisch och Mund in i Naters.

## Demografi
Naters har 10 605 invånare (2023). En majoritet (91,5 %) av invånarna är tyskspråkiga (2014). 83,4 % är katoliker, 4,8 % är reformert kristna och 11,9 % tillhör en annan trosinriktning eller saknar en religiös tillhörighet (2014).
| Befolkningsutvecklingen i Naters 1798–2020 | Befolkningsutvecklingen i Naters 1798–2020 | Befolkningsutvecklingen i Naters 1798–2020 | Befolkningsutvecklingen i Naters 1798–2020 | Befolkningsutvecklingen i Naters 1798–2020 |
| ------------------------------------------ | ------------------------------------------ | ------------------------------------------ | ------------------------------------------ | ------------------------------------------ |
|                                            |                                            |                                            |                                            |                                            |
| År                                         |                                            |                                            | Folkmängd                                  |                                            |
| 1798                                       | 1798                                       |                                            | 700                                        |                                            |
| 1850                                       | 1850                                       |                                            | 763                                        |                                            |
| 1860                                       | 1860                                       |                                            | 964                                        |                                            |
| 1870                                       | 1870                                       |                                            | 915                                        |                                            |
| 1880                                       | 1880                                       |                                            | 1 014                                      |                                            |
| 1888                                       | 1888                                       |                                            | 1 075                                      |                                            |
| 1900                                       | 1900                                       |                                            | 3 953                                      |                                            |
| 1910                                       | 1910                                       |                                            | 2 524                                      |                                            |
| 1920                                       | 1920                                       |                                            | 2 809                                      |                                            |
| 1930                                       | 1930                                       |                                            | 2 876                                      |                                            |
| 1941                                       | 1941                                       |                                            | 3 033                                      |                                            |
| 1950                                       | 1950                                       |                                            | 3 243                                      |                                            |
| 1960                                       | 1960                                       |                                            | 3 797                                      |                                            |
| 1970                                       | 1970                                       |                                            | 5 517                                      |                                            |
| 1980                                       | 1980                                       |                                            | 6 662                                      |                                            |
| 1990                                       | 1990                                       |                                            | 7 252                                      |                                            |
| 2000                                       | 2000                                       |                                            | 7 515                                      |                                            |
| 2010                                       | 2010                                       |                                            | 8 158                                      |                                            |
| 2020                                       | 2020                                       |                                            | 10 290                                     |                                            |
|                                            |                                            |                                            |                                            |                                            |